# Magnoavipes denaliensis
A Magnoavipes denaliensis é uma espécie extina de ave cujas pegadas foram encontradas no Parque Nacional Denali, no Alasca.